# Costanzo II Sforza
Giovanni Maria Sforza (Gradara, 24 febbraio 1510 – 5 agosto 1512) fu, col nome di Costanzo II, signore di Pesaro e Gradara dal 1510 al 1512.

## Biografia
Era figlio di Giovanni Sforza, signore di Pesaro, e della terza moglie, la veneziana Ginevra Tiepolo.
Suo padre era stato già sposato con Maddalena Gonzaga, morta prematuramente di parto, e Lucrezia Borgia, il cui matrimonio era stato annullato dal padre della sposa Papa Alessandro VI con la motivazione di essere impotente.
Circa sette anni dopo la forzata separazione Giovanni si risposò con Ginevra da cui ebbe figlio Giovanni Maria, il quale perse però il padre pochi mesi dopo la sua nascita, il 27 luglio 1510. Giovanni poco prima della morte indicò come legittimo successore il figlio, mutandone il nome in Costanzo II, designandolo quarto signore di Pesaro della dinastia Sforza. Essendo minore di età, reggente per lui fu nominato suo zio Galeazzo Sforza, fratello naturale di Giovanni.
Il piccolo Costanzo però morì due anni dopo. Lo zio si autoproclamò erede della signoria ma Papa Giulio II non ne riconobbe la legittimità decidendo di non concedere più il governo agli Sforza, nominando vicario del Papa in loro vece la famiglia Della Rovere.
Costanzo II fu quindi l'ultimo Sforza a regnare sulla signoria pesarese.

## Ascendenza
|                                 |   |                    | Genitori                   |  |  | Nonni |  |  | Bisnonni          |  |  | Trisnonni         |  |
|                                 |   |                    |                            |  |  |       |  |  | Alessandro Sforza |  |  | Giacomo Attendolo |  |
|                                 |   |                    |                            |  |  |       |  |  | Alessandro Sforza |  |  | Giacomo Attendolo |  |
|                                 |   | Lucia Terzani      |                            |  |  |       |  |  | Alessandro Sforza |  |  |                   |  |
| Costanzo I Sforza               |   |                    |                            |  |  |       |  |  | Alessandro Sforza |  |  |                   |  |
|                                 |   | Costanza da Varano | Pietro Gentile I da Varano |  |  |       |  |  |                   |  |  |                   |  |
|                                 |   | Costanza da Varano | Pietro Gentile I da Varano |  |  |       |  |  |                   |  |  |                   |  |
|                                 |   | Costanza da Varano | Elisabetta Malatesta       |  |  |       |  |  |                   |  |  |                   |  |
| Giovanni Sforza                 |   | Costanza da Varano |                            |  |  |       |  |  |                   |  |  |                   |  |
|                                 |   | …                  | …                          |  |  |       |  |  |                   |  |  |                   |  |
|                                 |   | …                  | …                          |  |  |       |  |  |                   |  |  |                   |  |
|                                 |   | …                  | …                          |  |  |       |  |  |                   |  |  |                   |  |
| Fiora Boni                      |   | …                  |                            |  |  |       |  |  |                   |  |  |                   |  |
|                                 |   | …                  | …                          |  |  |       |  |  |                   |  |  |                   |  |
|                                 |   | …                  | …                          |  |  |       |  |  |                   |  |  |                   |  |
|                                 |   | …                  | …                          |  |  |       |  |  |                   |  |  |                   |  |
| Costanzo II Sforza              |   | …                  |                            |  |  |       |  |  |                   |  |  |                   |  |
|                                 | … | …                  |                            |  |  |       |  |  |                   |  |  |                   |  |
|                                 | … | …                  |                            |  |  |       |  |  |                   |  |  |                   |  |
|                                 | … | …                  |                            |  |  |       |  |  |                   |  |  |                   |  |
| Matteo Tiepolo, patrizio veneto | … |                    |                            |  |  |       |  |  |                   |  |  |                   |  |
|                                 |   | …                  | …                          |  |  |       |  |  |                   |  |  |                   |  |
|                                 |   | …                  | …                          |  |  |       |  |  |                   |  |  |                   |  |
|                                 |   | …                  | …                          |  |  |       |  |  |                   |  |  |                   |  |
| Ginevra Tiepolo                 |   | …                  |                            |  |  |       |  |  |                   |  |  |                   |  |
|                                 |   | …                  | …                          |  |  |       |  |  |                   |  |  |                   |  |
|                                 |   | …                  | …                          |  |  |       |  |  |                   |  |  |                   |  |
|                                 |   | …                  | …                          |  |  |       |  |  |                   |  |  |                   |  |
| …                               |   | …                  |                            |  |  |       |  |  |                   |  |  |                   |  |
|                                 |   | …                  | …                          |  |  |       |  |  |                   |  |  |                   |  |
|                                 |   | …                  | …                          |  |  |       |  |  |                   |  |  |                   |  |
|                                 |   | …                  | …                          |  |  |       |  |  |                   |  |  |                   |  |
|                                 |   | …                  |                            |  |  |       |  |  |                   |  |  |                   |  |